# Soviétologie
 (février 2010).
La soviétologie est l'historiographie de l'URSS, et plus généralement l'ensemble des analyses et des études de ce régime. La soviétologie, traversée par plusieurs courants, ne suit pas la même périodisation selon les pays, du moins jusqu'à 1989. En effet, le contexte de guerre froide a pesé lourdement sur les études occidentales de l'URSS, et particulièrement sur la soviétologie anglo-saxonne. La difficulté d'accès aux archives a rendu encore plus délicat le travail des chercheurs au cours de cette période.

## La soviétologie anglo-saxonne

### Jusqu'au milieu des années 1960

#### L'«école» du totalitarisme
Avant la Seconde Guerre mondiale, les études universitaires sur l'URSS sont faiblement développées. Les rares travaux sérieux sont produits par des journalistes, comme William Henry Chamberlin (en). Ce n'est qu'à partir de l'après-guerre, et surtout du début de la guerre froide, que la soviétologie va connaître une forte croissance. Les pionniers sont Georges Vernadski (en) de Yale, Michael Karpovitch (en) et Alexander Gerschenkron de Harvard. Les historiens de l'école du totalitarisme ont dominé la production historique sur l'URSS au cours des années 1950-1960, où ce courant est représenté dans le monde anglo-saxon par Merle Fainsod (en), Leonard Bertram Schapiro et Adam Ulam notamment.
Les plus extrêmes représentants de cette école pensaient que la société soviétique n’existait tout simplement pas, étant donné le contrôle implacable exercé par le Parti-État sur l’ensemble du pays. Néanmoins, Merle Fainsod, partisan lucide du modèle, a tôt admis la distance entre celui-ci et les pratiques réelles, en particulier la subsistance de nombreuses zones d'autonomie échappant au contrôle de l'État. Après examen des archives de Smolensk, Merle Fainsod parle dès 1958 d'un totalitarisme « inefficace » : « derrière la façade totalitaire se multipliaient les contradictions internes ».

#### La «kremlinologie»
Ce courant de la soviétologie de la fin des années 1940 et du début des années 1950 est appelé ironiquement ainsi par ses opposants du fait de son principal terrain d’investigations, le Kremlin de Moscou. Il qualifiait notamment les études journalistiques sur l’URSS. Les défenseurs de cette pratique, comme Robert Conquest, se sont ensuite approprié le terme.

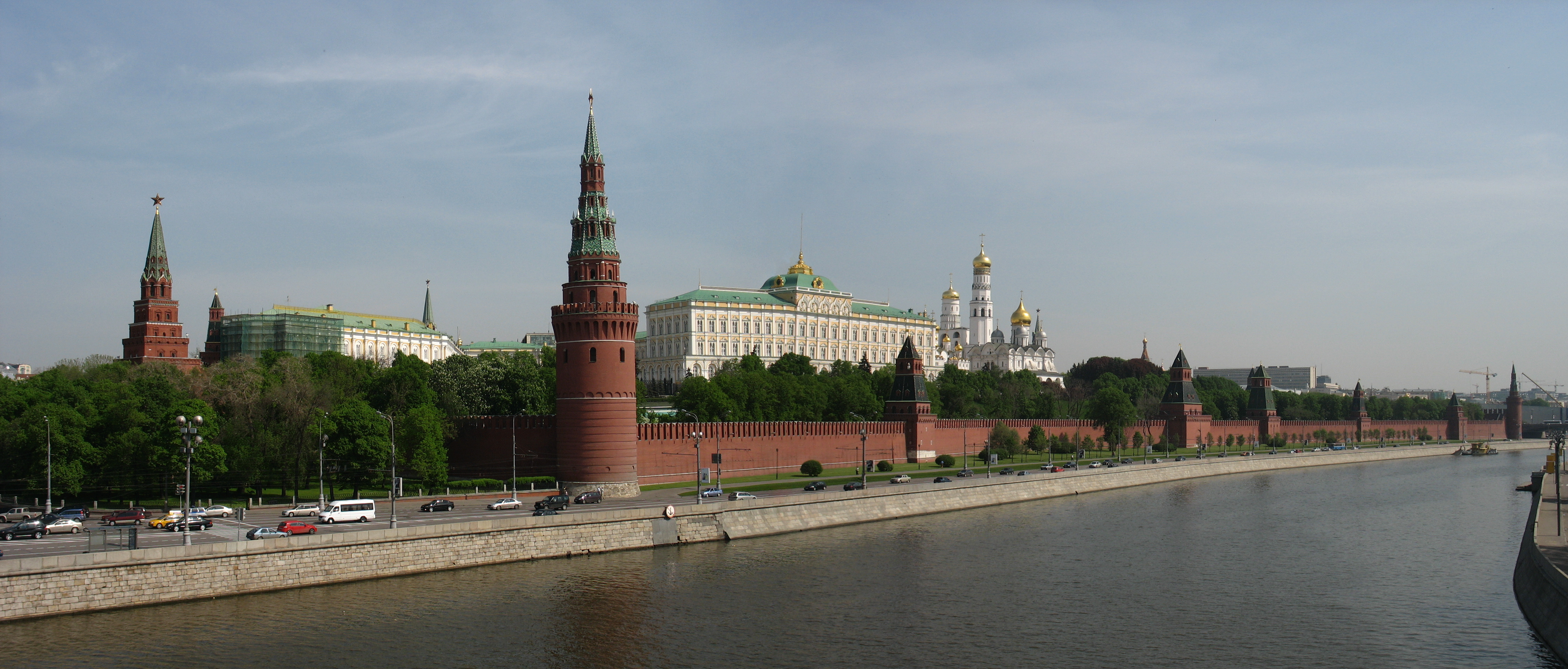
Panorama du Kremlin.

Franz Borkenau a été le principal représentant de cette école. Il a travaillé pour le Komintern dans les années 1920 et considérait les luttes au sommet de l’État comme une clé servant à la compréhension de la politique soviétique. Franz Borkenau interprétait le cours entier de l’histoire soviétique comme une chaîne ininterrompue de conflits internes opposant les dirigeants soviétiques. Le but des kremlinologues était d’établir la nature de leurs conflits, les problèmes en jeu et les effets de ces conflits sur la politique soviétique. Les sources privilégiées pour cela étaient les journaux soviétiques et les comptes rendus des discours officiels. En se spécialisant dans les prédictions de l’avenir, la kremlinologie a souvent entraîné des erreurs d'appréciation. Car une déclaration qui semblait à contre-courant n’était pas nécessairement le signe de l’existence d’un conflit d’intérêts ou d'une activité subversive.
La kremlinologie privilégiait l’étude des décisions, des opinions et des ambitions des grands acteurs politiques soviétiques, ainsi que l’analyse des mouvements du personnel dans les institutions (nomenklatura). La politique décidée par le centre était considérée comme le seul facteur d’importance qui déterminait le comportement du « système » soviétique. Cela explique l’importance du genre biographique dans les études soviétologiques. De très nombreuses biographies ont été rédigées sur les personnalités du Kremlin et, en particulier, sur Joseph Staline.

### Le tournant «révisionniste»

#### La première génération des «révisionnistes»
En 1964, Leopold Haimson, un élève de Michael Karpovitch, publie un article décisif, fondateur du « révisionnisme », dans lequel il remet en cause certains postulats de l'historiographie américaine. Il y expose la situation révolutionnaire en Russie au début du XXe siècle et démonte l'idée selon laquelle l'insurrection d'Octobre se résumerait à un coup d'État réussi. La Révolution russe n'était donc pas un « accident », mais bien un événement inscrit dans l'évolution sociale de la Russie.
À partir de ce moment-là, la soviétologie anglo-saxonne s'oriente majoritairement vers l'histoire sociale de la période révolutionnaire et des débuts du régime soviétique. En Grande-Bretagne, Robert William Davies et Alec Nove, aux côtés de Moshe Lewin notamment, ont posé les fondations de l’étude de la société soviétique par leurs analyses du fonctionnement concret du régime. À la différence des kremlinologues, ils refusaient d’individualiser la politique dans leurs analyses, et postulaient que l’économique et le social en URSS pouvaient être autonomes par rapport au pouvoir politique.
Parmi les révisionnistes de cette génération, mais dans le domaine de la science politique ou de l'histoire politique, on compte aussi Isaac Deutscher, Edward Hallett Carr, Stephen F. Cohen et Robert C. Tucker. Chez certains, l’analyse de la guerre civile russe et de la période des années 1920 n’est pas sans rappeler l’interprétation trotskiste : le triomphe de Staline représentait une « déviation » du Parti communiste par rapport aux principes du bolchevisme. L’évolution du régime pendant la guerre civile et surtout après la mort de Lénine en 1924 serait due au fait que la révolution russe a eu lieu dans un pays rural et arriéré.
Le politologue Jerry Hough entendait remettre en question « les vieilles images d'un État tout-puissant, dirigeant la société et menant la politique étrangère à partir d'un plan établi de longue date ». Jerry Hough, en cherchant à étudier la société soviétique en tant que société comme une autre, défendait le modèle du « pluralisme institutionnel ». Selon lui, le fossé qui séparait le pluralisme classique (celui des démocraties occidentales) du pluralisme institutionnel provenait de ce qui était toléré ou non dans le comportement politique. Dans le pluralisme institutionnel, ceux qui voulaient peser sur la dynamique politique devaient travailler à l’intérieur du cadre institutionnel existant. La bureaucratie jouissait donc d’une bien plus grande autonomie que la théorie du totalitarisme ne le suggérait, les bureaucrates jouant par exemple un rôle important dans l’élaboration des politiques.

#### La seconde génération
Les historiens « révisionnistes » de la seconde génération (la « nouvelle cohorte ») ont entrepris de revisiter la période stalinienne, à la manière de Moshe Lewin. Ils ont cherché à renverser les jugements universitaires prédominants sur cette période de l’histoire soviétique en s’opposant de manière radicale au « modèle totalitaire ». Sheila Fitzpatrick était le chef de file de cette seconde génération, qui a été largement influencée par ses études foisonnantes et novatrices. Au cours des années 1980, les historiens « révisionnistes » sont majoritaires aux États-Unis et la majorité des spécialistes anglo-saxons récusent plus ou moins le modèle du totalitarisme.
L’histoire soviétique des années 1930 était regardée, non plus « par le haut », mais « par le bas », à travers le prisme des profonds changements sociaux de la période. Les « révisionnistes » ont surtout remis en question l’atomisation complète de la société et le caractère central de la terreur, considérant que les théoriciens du totalitarisme avaient exagéré la soumission de la population. La société soviétique était davantage que l’objet passif de la manipulation du régime, elle n’acceptait pas en l’absence de tout esprit critique les messages, même les plus convaincants, transmis de manière massive par la propagande.
Les révisionnistes estimaient que l'école du totalitarisme avait accordé une attention exclusive au politique et à l’idéologique dans l’histoire de l’URSS. Ils ont choisi pour leur part de se focaliser sur l’analyse des processus sociaux, en faisant éclater l’idée même de « système ». Plutôt que de traiter de la planification et du contrôle exercé par le régime, ils se sont attachés à rendre compte de l’improvisation, de la spontanéité et des erreurs commises au sein de la structure étatique. De même, le politique n’étant pas indépendant d’autres facteurs, la société influençait parfois les décisions prises au sommet. C'est pourquoi les révisionnistes ont reproché à l’école du totalitarisme d’avoir surévalué le rôle des dirigeants soviétiques. Les biographes n’hésitait pas à faire porter tout un contexte par un personnage. Pourtant, si le pouvoir de Staline et son influence sur les événements étaient évidents, ils ne permettent pas à eux seuls de comprendre toutes les initiatives politiques prises en URSS de 1928 à 1953, ni même le phénomène du stalinisme.
Pour un grand nombre de révisionnistes, le concept de totalitarisme avait un sens insuffisamment précis pour servir d’outil dans l’analyse de l’URSS. Pour d'autres, le totalitarisme était inefficace à un tel point que l’on ne pouvait pas parler de totalitarisme du tout. Ainsi, John Arch Getty rejetait l’emploi de ce terme car, selon lui, « la sophistication technique et technologique qui distingue le totalitarisme de la dictature manquait dans les années trente ».
D’après la plupart des historiens de la « nouvelle cohorte », la période allant de la révolution de 1917 au stalinisme suivait une progression continue. Dans la vision de Sheila Fitzpatrick, « l’analyse de Trotsky de la société soviétique [...] développée de la manière la plus impressionnante dans le travail de Moshe Lewin [...] comporte des préjugés inhérents, et explique certaines choses très bien et d’autres mal. Elle mérite la même attention critique que le modèle totalitaire ».

## La soviétologie française
En comparaison avec la soviétologie anglo-saxonne, la soviétologie française suit un cheminement à peu près inverse. Peu après l'abandon par les auteurs américains et britanniques de l'analyse en termes de totalitarisme, les spécialistes français semblent alors découvrir le concept.

### Jusqu'aux années 1970
Dans les années 1930, des auteurs communistes anti-staliniens dénoncent le totalitarisme en URSS, comme Victor Serge, et surtout Boris Souvarine, précurseur de la soviétologie, dans son ouvrage sur Staline publié en 1935. Par la suite, jusqu'aux années 1970, les travaux français sur l'URSS sont extérieurs à la problématique du totalitarisme. L'œuvre d'Hannah Arendt n'est d'ailleurs traduite en français qu'à partir de 1972.
Une histoire de l'Union soviétique a été écrite par des universitaires membres du Parti communiste français (PCF). Il s'agissait d'une histoire militante, mais non officielle, puisqu'elle était soumise aux règles scientifiques. On note, dans la collection « Que sais-je ? », l'Histoire de l'URSS de Jean Bruhat (1945) et L'Économie de l'URSS du géographe Pierre George. L'économiste et historien Charles Bettelheim, écarté du PCF en 1937, étudie la planification soviétique puis s'oriente vers une analyse critique du « capitalisme d'État » soviétique.
Roger Portal, directeur de l'Institut d’études slaves, exerce une influence importante sur l'histoire de la Révolution russe et des systèmes agraires en Russie et en URSS. Au début des années 1960, il envoie en Union soviétique un certain nombre de ses étudiants : René Girault, François-Xavier Coquin, puis Marc Ferro, Alain Besançon, Hélène Carrère d'Encausse et Jean-Louis Van Regemorter. Marc Ferro renouvelle les perspectives sur la Révolution russe de 1917, grâce à sa thèse de doctorat en histoire sociale, publiée en 1967.

### L'«école» du totalitarisme en France
La mise en avant du concept de totalitarisme s'inscrit dans un contexte politique : si David Rousset est le premier dès 1949 à parler ouvertement du goulag, c'est la publication en 1974 de L'Archipel du Goulag d'Alexandre Soljenitsyne qui ouvre une puissante vague d'anticommunisme et de rejet du marxisme venant non seulement des libéraux mais aussi des intellectuels ex-militants du PCF alors stalinien (François Furet, Alain Besançon, Annie Kriegel). Le rejet du totalitarisme devient aussi le mot d'ordre des déçus du maoïsme tels les « nouveaux philosophes » (Bernard-Henri Lévy, André Glucksmann, etc.) ou des historiens comme Stéphane Courtois ou Pierre Rigoulot.
L'historienne Hélène Carrère d'Encausse produit dans ses ouvrages une synthèse du point de vue de l'« école totalitaire ». Elle dépeint l'Union soviétique rongée de l'intérieur par le réveil des nationalismes, condamnée à la fuite en avant sur le plan international et incapable d'évolutions durables car enfermée dans sa logique profonde : « le système soviétique est resté identique à lui-même depuis 60 ans », affirme-t-elle en 1985.
De son côté, Alain Besançon produit une analyse de l'Union soviétique comme idéocratie, c'est-à-dire comme régime engendré et structuré par une idée (il emprunte ce concept à Waldemar Gurian). Selon lui, l'originalité de l'État soviétique résidait dans la place qu'il accordait à l'idéologie, considérée comme le principe et la fin du régime.
Au cours de l'année du quatre-vingtième anniversaire de la Révolution d'Octobre, Le Livre noir du communisme, et en particulier son introduction rédigée par Stéphane Courtois, déclenche une forte polémique qui donne lieu à de vifs débats car, au moment de la parution de l'ouvrage, le gouvernement français comporte des ministres appartenant au Parti communiste). Le Siècle des communismes, paru en 2000 et rédigé lui aussi par un collectif de chercheurs, a tenté d'apporter une réponse aux visions développées dans le Livre noir.

## La soviétologie depuis l'ouverture des archives
L'effondrement de l'URSS en 1991 a entraîné l'ouverture des archives du régime soviétique au printemps 1992. Une nouvelle période de la recherche historique s'ouvre alors, accompagnée d'un renouvellement des perspectives. C'est aussi le temps des controverses médiatiques.
Le débat engagé à partir de 1987, connu sous le nom d'Historikerstreit (la « querelle des historiens »), autour des thèses d'Ernst Nolte sur le lien causal entre le Goulag et Auschwitz connaît alors un écho particulier. Le « génocide de classe » commis en Union soviétique serait l'original du « génocide de race » nazi. Les crimes communistes seraient non seulement antérieurs mais aussi logiquement déterminants par rapport aux crimes nazis, ceux-ci constituant une réponse en partie rationnelle aux menaces de destruction qu'auraient fait peser l'URSS et les Juifs sur l'Allemagne. Cela a débouché sur un autre débat, celui de la légitimité ou non de la comparaison nazisme-stalinisme ou nazisme-communisme.
Cette période ouvre ainsi la voie à un retour en force de la théorie du totalitarisme. Les tenants de cette approche ont cherché à limiter la portée des travaux des historiens « révisionnistes ». Richard Pipes a opté pour une position extrême en déniant tout intérêt à leurs travaux : « ce qui est vrai dans leurs écrits n’est pas nouveau, et ce qui est nouveau n’est pas vrai. […] Leur incapacité à proposer une étude originale de la révolution russe indique qu’il est peu probable que leurs efforts contribuent plus qu’en une note de bas de page aux histoires futures ». Dans son étude sur la Révolution russe, l'historien américain a pris le parti d’ignorer les apports de l’histoire sociale « révisionniste ». Il affirme malgré tout que son étude est « le premier [livre], en quelque langue que ce soit, à offrir une vue d’ensemble complète de la Révolution russe ». Richard Pipes décrit les bolcheviks comme un groupuscule de conspirateurs qui sont parvenus à imposer leur dictature à une société désorganisée.
Selon Martin Malia, dans un ouvrage paru en 1995, l'URSS était réellement socialiste : c'est la tentative de réaliser pleinement le socialisme qui a débouché sur la « tragédie soviétique ». Le régime soviétique est une dictature totalitaire car un groupe de fanatiques, mû par une idéologie à prétention totalisante, est parvenu à imposer sa volonté à la société. Martin Malia instaure donc une continuité très nette entre Karl Marx, Lénine et Staline : le totalitarisme était, selon lui, présent dans les « gènes » du marxisme-léninisme. L'autre grande synthèse fondée sur le concept de totalitarisme paraît la même année 1995 sous la plume de François Furet.
Dans Le Siècle soviétique paru en 2003, Moshe Lewin revient sur l'Historikerstreit et « la tendance à perpétuer le stalinisme, en le faisant débuter en 1917 et en la prolongeant jusqu'à la fin de l'Union soviétique », proposant dans cet ouvrage une étude qui aborde « la complexité et la richesse du siècle soviétique ».
Selon l'historien Nicolas Werth, l'ouverture (partielle) des archives soviétiques a aboli la soviétologie : « [...] aujourd'hui, l'histoire de l'URSS a définitivement cessé d'être l'apanage des « soviétologues » pour devenir un champ d'études - à l'instar des autres - des historiens du contemporain ».